# Dino Torreggiani

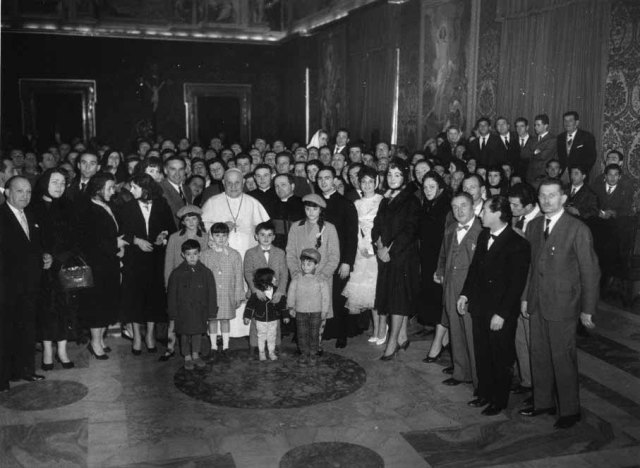
Il circo Orlando Orfei da papa Giovanni XXIII; Don Dino è alla sua sinistra

Dino Torreggiani (Reggio Emilia, 7 settembre 1905 – Palencia, 27 settembre 1983) è stato un presbitero italiano, della Chiesa cattolica.

## Biografia
Nasce a Masone, frazione di Reggio Emilia. 
Il papà, Giacomo, che faceva il carrettiere e la mamma, Caterina, erano profondamente cristiani ed entrambi vedovi risposati. Ebbero dieci figli, più una trovatella, di nome Rosa, accolta come una vera figlia.
Due episodi accidentali sono stati alla base della vocazione di don Dino: il primo, avvenuto l'11 giugno 1914, fu un fatto di sangue: alcuni parenti di sua madre, coltivatori del beneficio parrocchiale a San Bartolomeo, uccisero il parroco durante una lite. La madre gli impose la mano sul capo e gli disse: Tu prenderai il suo posto, sarai sacerdote! Quella frase ha segnato una svolta nella sua vita.
Il secondo episodio è accaduto quando Torreggiani era prete da tre anni: la chiamata di don Dino ad assistere spiritualmente una zingara moribonda fu l'inizio della sua lotta a favore di nomadi, circensi e giostrai.
Ordinato presbitero della diocesi di Reggio Emilia il 24 marzo del 1928, dopo una breve parentesi come vice-rettore in Seminario, vi svolse attivamente apostolato tra i giovani dell’Azione Cattolica negli anni trenta e quaranta. 

### L'oratorio di San Rocco
A Reggio Emilia, una città in cui la presenza cattolica è minoritaria, l'oratorio di San Rocco viene sostenuto e animato da don Dino Torreggiani, passando dai 509 iscritti del 1930 ai 1202 del 1934 ed occupandosi di studenti, soldati e operai; vi viene aperto un cinematografo. 
Tra i suoi allievi-collaboratori nell'oratorio di San Rocco a Reggio Emilia, troviamo un giovanissimo Giuseppe Dossetti, il quale passava molto del suo tempo libero nell'oratorio dove Don Dino operava. Altro giovane cresciuto alla scuola di don Torreggiani è Mario Simonazzi, il comandante partigiano Azor.
Agli ideali di forza, di sfida e di conquista, proclamati dal regime fascista, don Dino, grazie alla collaborazione di sacerdoti, seminaristi e di laici, propone i modelli della carità e del servizio.

### Gli zingari
Sempre negli anni trenta don Dino Torreggiani inizia a preoccuparsi e occuparsi degli zingari, si fa promotore verso l'amministrazione di una iniziativa che dia una residenza stabile ai sinti, che lavorano come saltimbanchi e giostrai, presso i Servi della Chiesa, istituto secolare da lui fondato e riconosciuto quale Istituto di Diritto Diocesano dal vescovo Mons. Beniamino Socche. Impegno che, proseguito successivamente da don Alberto Altana e don Daniele Simonazzi, spiega le ragioni di un legame che accomuna Reggio Emilia e i nomadi.
Inizia così la pastorale dei nomadi e circensi l'OASNI, Opera Assistenza Spirituale Nomadi in Italia, da cui nasce la Fondazione Migrantes, collegata alla CEI.
Nel 1954 don Dino Torreggiani acquisì Villa Maria a San Pelaio, frazione di Treviso, e la adibì a centro di assistenza per le famiglie dei circhi e degli spettacoli viaggianti. Dopo un periodo di inutilizzo, attualmente ospita una casa di riposo.

### Rapporti con i Neocatecumenali
Nei primi anni '60 sarà lui ad invitare prima a Roma e poi a Reggio Emilia Kiko Argüello, fondatore del Cammino Neocatecumenale.
Ha passato un lungo periodo della sua vita in Spagna (dove è morto nel 1983).

### Onorificenze e Riconoscimenti
- Medaglia d’argento al merito della redenzione sociale: per essersi particolarmente distinto nello svolgere opera per la emenda, la rieducazione e la riabilitazione dei detenuti e dei minorenni traviati e per l'assistenza ai liberati dal carcere.  (Ministero di Grazia e Giustizia, (6 ottobre 1961).
- Attestato di benemerenza per l'attività svolta tra la gente dello spettacolo viaggiante, conferitogli da parte di Italo Gelmini, Presidente dell'Associazione Italiana dello Spettacolo (1979).

### Culto e processo di beatificazione
Il 5 novembre 2004 il vescovo di Reggio Emilia-Guastalla Adriano Caprioli ha aperto il processo di beatificazione.
Nel 40º anniversario della scomparsa di don Dino, il 27 settembre 2023, mons. Giacomo Morandi, vescovo di Reggio Emilia, ha presieduto una solenne Celebrazione Eucaristica nella Cattedrale di Reggio Emilia, durante la quale è stata chiusa l'inchiesta diocesana sulla vita, le virtù e fama di santità del Servo di Dio Dino Torreggiani. 
Tutta la documentazione è stata inviata a Roma per la verifica da parte della Congregazione per le Cause dei Santi.
Nella frazione di Sabbione, comune di Reggio Emilia, gli è stata dedicata una via (ex via Umberto Cantù).